# Microcharis galpinii
Microcharis galpinii là một loài thực vật có hoa trong họ Đậu. Loài này được N.E.Br. mô tả khoa học đầu tiên.